# Timroseïta
La timroseïta és un mineral de la classe dels sulfats. Rep el nom en honor de Timothy Rose, geoquímic nord-americà, col·leccionista de minerals i micromuntador de Tracy, Califòrnia, qui va recollir material estudiat.

## Característiques
La timroseïta és un tel·lurat de fórmula química Pb₂Cu₅(TeO₆)₂(OH)₂. Va ser aprovada com a espècie vàlida per l'Associació Mineralògica Internacional l'any 2009, sent publicada per primera vegada un any més tard. Cristal·litza en el sistema ortoròmbic. La seva duresa a l'escala de Mohs és 2,5.
Les mostres que van servir per a determinar l'espècie, el que es coneix com a material tipus, es troben conservades a les col·leccions mineralògiques del Museu d'Història Natural del Comtat de Los Angeles, a Los Angeles (Califòrnia) amb els números de catàleg: 62531, 62532 i 62533.

## Formació i jaciments
Va ser descrita a partir de mostres recollides a les mines Aga i Bird Nest drift, ambdues al mont Otto, al comtat de San Bernardino (Califòrnia, Estats Units). També ha estat descrita en altres mines properes, així com a la mina Vesley, a Nou Mèxic, i a la mina Reef, a Arizona. No ha estat trobada en cap altre indret, ni a dins ni a fora dels Estats Units.